# Yalchin Adigozalov
Yalchin Adigozalov (en azerí: Yalçın Adıgözəlov) es  prominente director de orquesta y profesor de música de Azerbaiyán.

## Biografía
Yalchin Adigozalov nació el 4 de noviembre de 1959 en Bakú. Él comenzó a estudiar música bajo la dirección de su padre – Vasif Adigozalov, el famoso compositor de Azerbaiyán.
En 1982 se graduó en la facultad de piano de la Academia de Música de Bakú. En 1984-1989 estudió en el Conservatorio de San Petersburgo con el profesor Iliá Musin.
En 1989 fue el director de orquesta de la Orquesta Sinfónica Estatal de Azerbaiyán. En 1990-1992 también continuó sus estudios en la Universidad de Música y Arte Dramático de Viena. En 1991-1998 trabajó como el director artístico y titular de la Orquesta Sinfónica Estatal de Azerbaiyán. Desde 1996 enseña en la Academia de Música de Bakú.
En 2000 se convirtió en director de orquesta en el Teatro de Ópera y Ballet Académico Estatal de Azerbaiyán. Él dirigió La flauta mágica, La finta giardiniera, Tosca, Madama Butterfly, Gianni Schicchi, Cavalleria rusticana, Pagliacci, Carmen, Sansón y Dalila, Aleko, La dama de picas, El príncipe Ígor, Eugenio Oneguin, Romeo y Julieta y El murciélago.
Yalchin Adigozalov ha actuado con muchas de las mejores orquestas de Estados Unidos, México, Brasil, China, España, Austria, Italia, Bélgica, Alemania, Luxemburgo, Rumania, Turquía, Hungría, Inglaterra (Orquesta Filarmónica de Londres), Rusia (Orquesta Nacional de Rusia), etc.
También ha grabado 8 CD con la Orquesta Sinfónica Chaikovski de la Radio de Moscú y la Orquesta Sinfónica Estatal de Azerbaiyán.
Yalchin Adigozalov se ha nombrado el Artista del pueblo de la República de Azerbaiyán en 2012.

## Premios
- Artista del pueblo de la República de Azerbaiyán (artes escénicas) (2012)